# Salima Ghezali
Salima Ghezali (in arabo سليمه جزالى‎?; Bouira, 1958) è una giornalista, scrittrice e politica algerina, fondatrice di "Women in Europe and the Maghreb", dal maggio 2017 al settembre 2019 membro dell'Assemblea popolare nazionale (ANP) per il "Socialist Forces Front" (FFS), è Presidente dell'associazione per la promozione delle donne, direttrice della rivista femminile NYSSA, da lei fondata, e direttrice del settimanale in lingua francese La Nation. È un'attivista dei diritti delle donne algerine, dei ditti umani e della democrazia in Algeria.
Nel 1997 Ghezali ha vinto il Premio Sacharov e il Premio Olof Palme. Nel 1998 ha vinto il Premio Colombe d'Oro per la Pace. 

## Biografia
Ghezali è nata vicino ad Algeri nel 1958. Ha studiato letteratura e filosofia francese. Tra il 1983 e il 1990 ha insegnato presso il liceo di Khemis El Khechna, un sobborgo di Algeri nella provincia di Boumerdes. Negli anni '80 è stata coinvolta nel movimento delle donne algerine. 
La sua posizione per la libertà di espressione la espone al fuoco incrociato delle autorità algerine e degli estremisti islamici, specialmente durante la guerra civile algerina, quando sostiene una soluzione pacifica e democratica.
Nel 1996 , quando il suo quotidiano La Nation fu bandito, Salima Ghezali scrisse: “ Dobbiamo ricordare i principi che costituiscono le fondamenta della società umana e far sì che regni la vigilanza. Questo è il modo migliore per far trionfare la civiltà sulla barbarie".

## Carriera politica
È entrata a far parte del gabinetto di Hocine Aït Ahmed come consigliere politico e diplomatico nel 2000.
Nel 2017 è stata a capo della lista "Fronte delle Forze Socialiste" (FFS) ad Algeri per le elezioni legislative di maggio. Grazie alla sua vittoria in queste elezioni, è stata eletta deputata al Parlamento nel maggio 2017.
Nell'agosto 2018 ha pubblicato un editoriale sul sito web della TSA (Tout Sur l'Algérie) in cui sfidava il capo di stato maggiore dell'esercito algerino, Ahmed Gaid Salah. Per questo motivo il 6 ottobre 2018 è stata convocata dinanzi alla commissione disciplinare (commissione di “risoluzione dei conflitti”) della FFS. Ha ricevuto l'appoggio di Jugurtha Ait Ahmed, figlio di Hocin Ait Ahmed (leader storico del partito).
Il 14 ottobre 2018, la Commissione nazionale per la mediazione e la risoluzione dei conflitti della FFS ha annunciato la radiazione di Salima Ghezali. Il 23 settembre lei ha rassegnato le dimissioni dal mandato di deputato.

## Premi e riconoscimenti
- Dottore Honoris Causa dell'Università di Lettere e Filosofia dell'Aquila (Italia 1999)[16]
- Premio Sakharov del Parlamento europeo (1997)[17]
- Olof Palme Prize (Svezia 1997)[18]
- Premio Club della Stampa (Madrid 1995)[19]
- Direttore dell'anno (New York 1996)[20]
- Premio Theodor Haecker per il coraggio civico e la sincerità politica (Esslingen, Germania 1999)[21][22]

## Pubblicazioni
- 2009 - (insieme a Bruno Boudjela) Jours intranquilles
- 1999 - Gli amanti di Shehrezade[23]